# Хорнадай (река)
Хорнадай (англ. Hornaday River), также известная как Хорнааа (англ. Hornaaa) или Ривьер Ла-Роншер-лё-Нури (фр. Rivière La Roncière-le Noury) — река, расположенная за Полярным кругом на материковой части Северной Канады.
Река впервые была обнаружена в 1868 году и получила название Ла-Ривьер Роншер-лё-Нури в честь адмирала-барона Адальберта Камилла Мари Клеман-де-ла-Роншера-лё Нури, командующего средиземноморской эскадрой и президента Французского географического общества. Нижнее течение реки было обнаружено лишь спустя тридцать один год, тогда река получила названия Хорнадай, в честь американского зоолога Уильяма Хорнадая. Десятилетия спустя было установлено, что Роншер и Хорнадай — одна и та же река.

## Местоположение
Река берёт своё начало в западной части Китикмеота канадской территории Нунавут, в двадцати километрах к югу от озера Блюноз. Вначале она течёт на запад и юго-запад, в Северо-Западных территориях проходит вдоль южного края хребта Мелвилл, в пределах региона поселения инувиалуитов и к югу от границы национального парка Туктут-Ногаит. Затем она поворачивает на северо-запад уже по территории национального парка. Река впадает в залив Амундсена в четырнадцати километрах к востоку от поселения инуитов Полатука.
Протяжённость реки Хорнадай составляет порядка 190 км. Основным притоком реки является река Литтл-Хорнадай в северо-западной части парка. В Хорнадай впадают мелкие реки Фёрст-Крик, Секонд-Крик, Аклак-Крик, Джордж-Крик. Озёра Рамми, Севен Айлендс и Хорнадай также являются частью речной системы. Параллельно с рекой Хорнадай также проходят река Хортон (к западу) и Брок (к востоку).
Расположена на высоте 274 метра над уровнем моря. Официально название Хорнадай река получила в июне 1952 года:231.

## География и природа
Речной водосборный бассейн включает площадь между Большим Медвежьем озером и Северным Ледовитым океаном:227. Слой вечной мерзлоты в этом районе достигает двух метров.
Флора вдоль реки характеризуется типичной тундровой растительностью, распространена осока и люпин, в низовьях реки произрастают ивы. Ели, растущие у берега близлежащей реки Хортон, у реки Хорнадай не растут.
Широко распространён арктический голец. Пик промышленного рыболовства пришёлся на период с 1968 по 1986 год, в 1977 и 1978 годах в этих местах проводились соревнования по рыбалке. Среди других видов рыб следует отметить омуля, арктического (сибирского) хариуса, чиру, налима и девятииглую колюшку. Основным источником пищи для рыб является мойва.
У озера Блуноз и в районе реки Литтл-Хорнадай пасутся стада оленей карибу.

## История

### Название
Ривьер-Ла Роншер-Лё Нури была обнаружена в 1868 году Эмилем Петито, французским миссионером-облатом Непорочной Девы Марии и некоторым канадским северо-западным картографом, этнографом и географом. Петито исследовал большую часть реки в 1875 году; он признался, что не изучал её нижнее течение из-за сильных туманов. По ошибке он считал, что река впадает в залив Франклина, хотя на деле река впадает в залив Дарнли (часть залива Амундсена). Петито допустил ошибку:232, однако в том же году его карты были опубликованы в Париже, где он и был награждён серебряной медалью Французского географического общества.
В 1899 году натуралист Эндрю Стоун из Американского музея естественной истории исследовал берега залива Франклин и Дарнли, открыв устье большой реки, впадающей в залив Дарнли, но вверх по реке не путешествовал. Стоун назвал реку Хорнадай, в честь Уильяма Хорнадая — директора Нью-Йоркского зоологического общества.
Между 1909 и 1912 годом, арктические исследователи Вильялмур Стефанссон и Рудольф Мартин Андерсон исследовали заливы Франклин и Дарнли повторно. В результате экспедиции в 1913 году Стефанссон пришёл к выводу, что река Ла Роншер вовсе не существует.
В 1915 году канадская арктическая экспедиция окончательно установила, что Хорнадай впадает в залив Дарнли, при этом опять же вверх по реке не поднимаясь.
В 1949 году аэрофотосъёмка Королевских канадских ВВС произвела топографическую съёмку 190-километровой реки Хорнадай. Однако фотографии не были использованы в создании карты Канады в 1952 году для Министерства природных ресурсов Канады; в итоге река Хорнадай вновь была искусственно укорочена:228.
После изучения карт и аэрофотоснимков, исследуя местность, в 1951 году геоморфологом Россом Маккеем и Китом Фрейзером было установлено, что река Роншер действительно существует и, более того, является другим названием реки Хорнадай, обозначающим её верховья.:224

### Добыча
Открытая и подземная угольные шахты находятся на западной стороне реки Хорнадай (69°10′ с. ш. 123°22′ з. д.), к северу от рек Джордж-Крик и Рамми-Крик и в 32 км к юго-востоку от Паулатука. Шахта функционировала в период с 1936 года по 1941 год.